# Pschyrembel-Zeichen
Das Pschyrembel-Zeichen ist ein nach Willibald Pschyrembel (1901–1987) benanntes sog. wahrscheinliches  Schwangerschaftszeichen, das ab dem zweiten bis dritten Schwangerschaftsmonat nachgewiesen werden kann.
Dabei wird am Gebärmutterhals bei der manuellen Untersuchung eine dünne, weichere Hülle um einen harten Kern getastet, sodass dieser Befund auch als Stock-Tuch-Zeichen bezeichnet wird.